# Tinnitus (album)
Tinnitus è una raccolta della rock band svedese Backyard Babies.

## Tracce
1. Brand New Hate
2. U.F.O. Romeo
3. Highlights
4. A Song for the Outcast
5. Minus Celsius
6. The Clash
7. Colours
8. Made Me Madman
9. Star War
10. Friends
11. One Sound
12. Look At You